# Municipalità regionale della contea di Portneuf
La municipalità regionale di contea di Portneuf è una municipalità regionale di contea del Canada, localizzata nella provincia del Québec, nella regione di Capitale-Nationale.
Il suo capoluogo è Cap-Santé.

## Città principali
- Cap-Santé
- Donnacona
- Lac-Sergent
- Neuville
- Pont-Rouge
- Portneuf
- Saint-Basile
- Saint-Marc-des-Carrières
- Saint-Raymond